# Rodzina
Rodzina – grupa osób powiązanych ze sobą poprzez pokrewieństwo lub powinowactwo. W węższym znaczeniu są to rodzice wraz z dziećmi, czyli tzw. rodzina nuklearna. Rodzina, zdaniem socjologów i według najprostszych jej definicji, to „najważniejsza, podstawowa grupa społeczna, na której opiera się całe społeczeństwo”.

## Etymologia
Słowo rodzina pochodzi od wyrazu ród, którego znaczenia należy szukać w prasłowiańskim słowie „rodъ” oznaczającym rodzenie lub „to co się urodziło”. Do tego tematu dodano sufiks „-ina”. Samo słowo rodzina ma ogólnosłowiański zasięg występowania, a datę jego powstania określa się na XV wiek

## Definicje rodziny
Rodzina jako instytucja społeczna jest w kręgu zainteresowania naukowców różnych dziedzin nauki. Wypracowano różne definicje określające rodzinę i jej charakter.

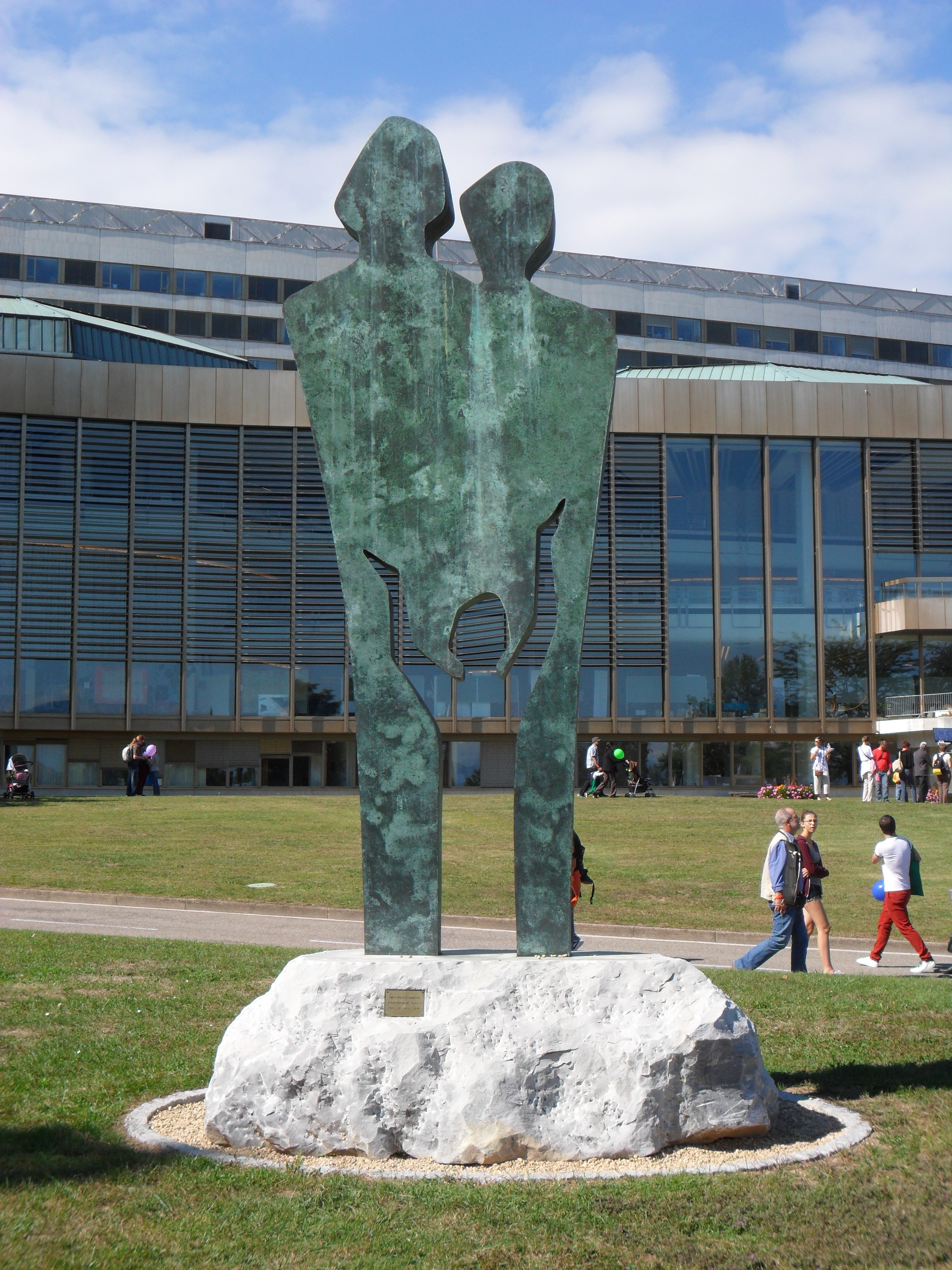
Rzeźba Edwina Sandys „Rodzina”

Auguste Comte sformułował prostą definicję rodziny, która jest jedną z częściej przytaczanych w rozmaitych opracowaniach naukowych. Określa ona rodzinę jako podstawową grupę społeczną, na której opiera się społeczeństwo.
Według definicji marksistowsko-leninowskiej rodzina to pierwotna komórka społeczeństwa, jeden z podstawowych elementów jego struktury społecznej, łączący małżonków i ich potomstwo.
Podejście systemowe zakłada, że rodzina jest systemem, który należy rozpatrywać całościowo. Założenie to oznacza wiele następstw, jak chociażby takie, że zmiana w jednej części systemu rodzinnego powoduje zmianę w pozostałych jego częściach.
Współczesne przeobrażenia rodziny każą odchodzić od ujmowania jej w kategoriach strukturalnych na rzecz nastawienia komunikatywnego. Zgodnie z takim podejściem można rozumieć rodzinę jako „duchowe zjednoczenie szczupłego grona osób skupionych we wspólnym ognisku domowym aktami wzajemnej pomocy i opieki, oparte na wierze w prawdziwą lub domniemaną łączność biologiczną, tradycję rodzinną i społeczną”.
Kościół katolicki podkreśla, że rodzina jest podstawową komórką społeczeństwa i przyjmuje definicję rodziny zgodnie z Katechizmem Kościoła katolickiego, według którego „Mężczyzna i kobieta połączeni małżeństwem tworzą ze swoimi dziećmi rodzinę”.

## Funkcje rodziny
Rodzina rozumiana jako instytucja społeczna charakteryzuje się szeregiem cech i funkcji np. stosunkiem pokrewieństwa, dziedziczenia, zaspokajaniem potrzeb oraz wspólnym zamieszkiwaniem. Stanowi o trwałości społeczeństwa, jest nośnikiem obowiązujących w danym społeczeństwie norm, wzorców i wartości.
Wyodrębnić można trzy podstawowe funkcje rodziny: prokreacyjną, wychowawczą i gospodarczą. Funkcja prokreacyjna rozumiana jest jako zaspokajanie potrzeby seksualnej i rodzicielskiej małżonków. Zapewnia trwałość biologiczną rodzinie i społeczeństwu. Funkcja wychowawcza polega na stworzeniu przez członków rodziny optymalnych warunków do właściwego przebiegu procesu socjalizacji dziecka. Funkcja ekonomiczna to utrzymanie dobrobytu, a także dbanie o realizacje aspiracji życiowych poszczególnych członków. Wszystkie trzy funkcje są od siebie zależne.
W idealnej sytuacji rodziny gwarantują przewidywalność, strukturę i bezpieczeństwo, podczas gdy ich członkowie dojrzewają i uczestniczą w życiu społecznym.

## Geneza rodziny
Zdaniem niektórych uczonych współczesne formy rodziny rozwinęły się z pierwotnego stanu, w którym stosunki płciowe ludzi nosiły charakter nieuregulowany. Tak na przykład szwajcarski prawnik Johann Jakob Bachofen przypuszczał, że w zamierzchłej przeszłości, w zaraniu historii społeczeństwa ludzkiego, panował heteryzm żywiołowy jako epoka nieznająca instytucji małżeństwa i polegająca na współżyciu wielu kobiet z wieloma mężczyznami. Badając kwestię pochodzenia rodziny, historyk Siemion Diesnicki, żyjący w XVIII wieku, zaznaczał, że jednożeństwo nie istniało wiecznie, w najwcześniejszych bowiem stadiach panowały – grupowe stosunki małżeńskie, które zastąpiła poligamia, a na jej miejsce w późniejszym stadium przyszło małżeństwo parzyste. Pojawienie się „monogamicznego małżeństwa” myśliciel ten tłumaczy nie przyczynami fizjologicznymi, lecz zwiększonymi potrzebami gospodarczymi, „korzyścią ekonomiczną”. Lewis Morgan również uważał, że rodzina przeszła przez pewne stadia rozwoju i początkowo panował promiskuityzm. Fryderyk Engels w książce „Pochodzenie rodziny, własności prywatnej i państwa” (1884) wskazywał, że w ciągu dziejów ludzkości istniały trzy główne formy małżeństwa. W okresie ustroju rodowego panowało małżeństwo grupowe, występując w postaci rodziny opartej na pokrewieństwie oraz rodziny punalua.

## Typy rodziny

### Rodzina nuklearna

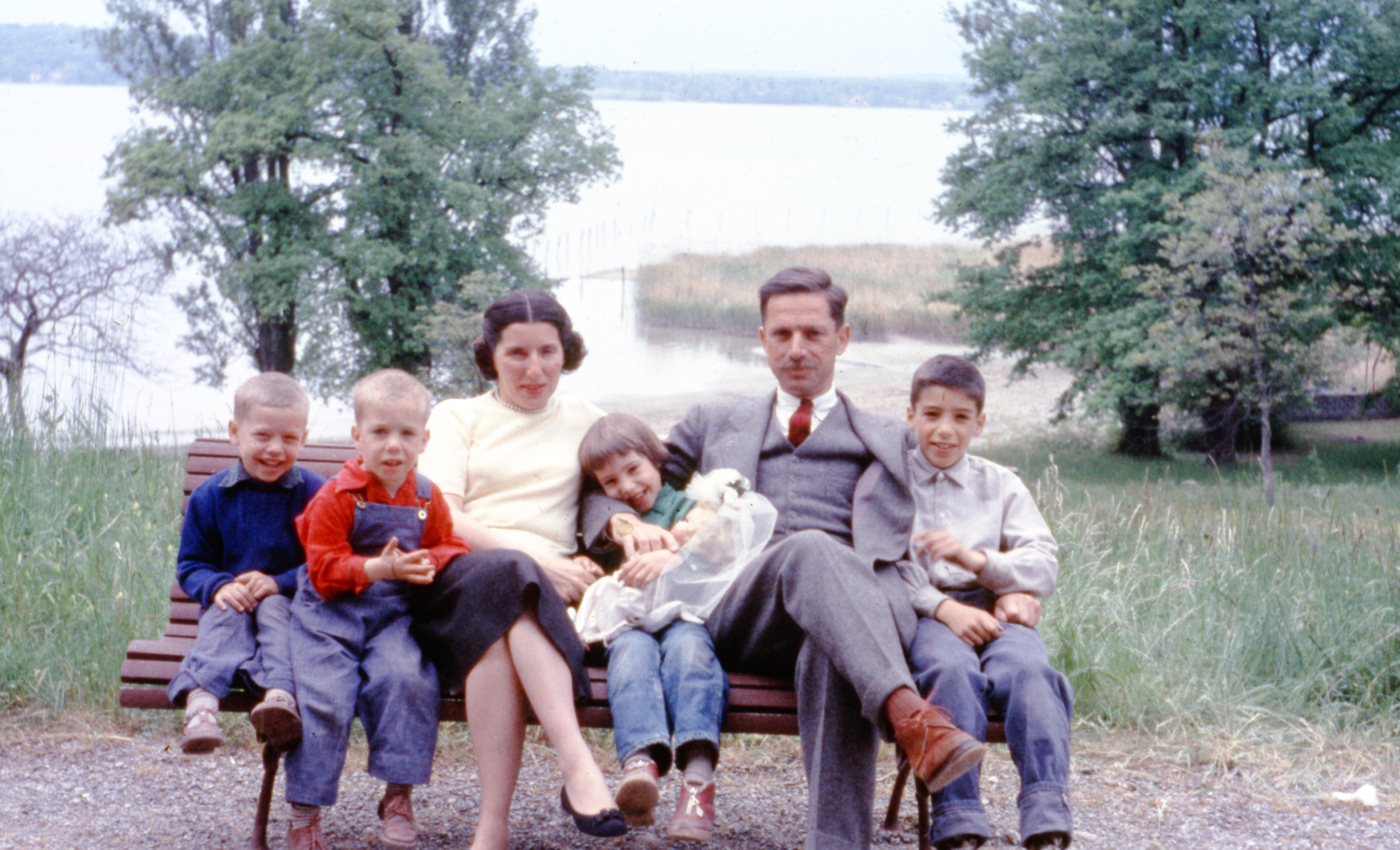
Rodzinne zdjęcie portretowe wykonane w 2. poł. XX w. (Carcassonne, Francja)

Rodzina dwupokoleniowa składająca się z rodziców (zwykle małżonków) i ich biologicznych dzieci. Tego typu rodziny są charakterystyczne dla społeczeństw przemysłowych, ale tego typu formy pojawiały się także we wcześniejszych okresach historycznych. W społeczeństwach przemysłowych tego typu rodzina pozwala na większą ruchliwość i autonomię gospodarstwa domowego względem grupy krewnych. W niektórych społeczeństwach współczesnych rodzina nuklearna przestaje być normą społeczną.

### Rodzina wielopokoleniowa

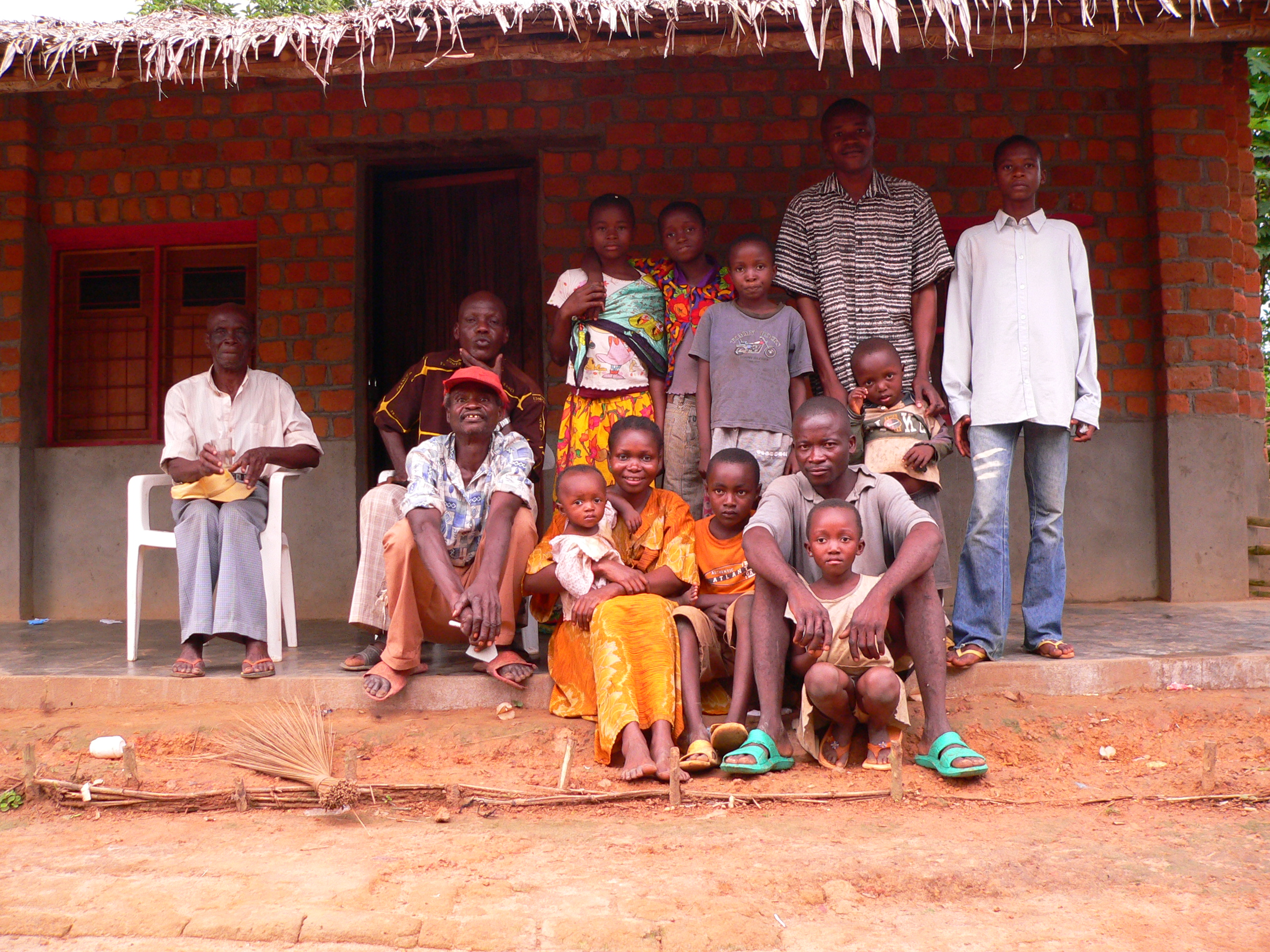
Rodzina z Basankusu, Demokratyczna Republika Konga.

Rodzina składająca się z kilku generacji mieszkających we wspólnym domostwie.

### Według liczby partnerów w małżeństwie

#### Rodzinamonogamiczna
Małżeństwo dwóch osób. Współcześnie najpopularniejszy typ małżeństwa rozpowszechniony wraz z ekspansją cywilizacji zachodnioeuropejskiej.
Z badań jednak wynika, że ponad dwie trzecie Polaków pozostających w stałych związkach nie myśli o zmianie partnera i chciałoby utrzymać związek do końca życia.

#### Rodzinapoligamiczna

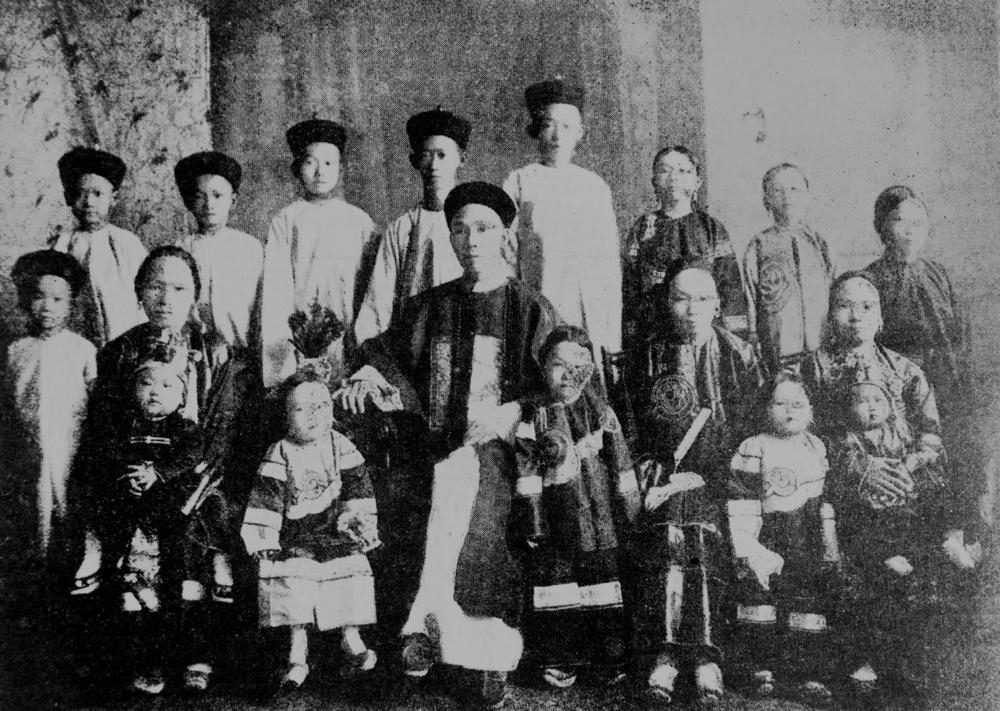
Chiński imigrant z trzema żonami i czternastoma dziećmi, Cairns, Australia, 1904 rok

Wielomałżeństwo, więcej niż dwoje partnerów.
W odróżnieniu od monogamii, oznacza związek małżeński z wieloma osobami. Amerykański etnolog i historyk, pionier badań etnograficznych wśród Irokezów L.H. Morgan (1818-81) oraz inni przedstawiciele dziewiętnastowiecznego ewolucjonizmu uważali poligamię za wcześniejszą od monogamii formę małżeństwa.
W Japonii występowała do XIX wieku, Ajnowie (rdzenna ludność z wyspy Hokkaido, Japonia) stosują ją do dziś, także wśród Aborygenów (Australia), Prusów, Zaratusztrian, Hindusów i wielu innych.
Na ogół bowiem nie zdajemy sobie sprawy, że powtórne wejście w związek małżeński po ustaniu poprzedniego jest jedną z jej odmian, tzw. poligamia sukcesywna.
Zakazuje się bowiem przede wszystkim poligamii koincydentalnej, czyli nie tyle wielomałżeństwa, co wielomałżeństwa równoległego (związki pozamałżeńskie).
Rodziny poligamiczne mogły mieszkać razem, albo też w różnych miejscach. W Pakistanie mężczyzna biorąc kolejną żonę powinien jej zapewnić osobny pokój, jednak najbardziej pożądana jest budowa osobnego domu.
W Rwandzie każda żona poligamisty posiada własny dom, swoje pola, bydło itd. Kobieta jest gospodynią domu w pełnym tego słowa znaczeniu.
Mąż gospodaruje żonami, odwiedza każdą po kolei, spędzając z nią odpowiednią ilość czasu.
Jeśli chodzi o liczebność poligamicznych stadeł, to można wyróżnić związki kilkuosobowe, np. wśród ludów afrykańskich tzw. poligamia mała, gdzie mężczyzna posiadał dwie lub trzy żony (Rwanda).
W Islamie poligamia optymalna i poligamia maksymalna, której ilością jest posiadanie czterech żon.
Oprócz tego występowały związki wieloosobowe, np. wśród ludów afrykańskich, głównie Afryka Zachodnia, mężczyzna posiada kilkanaście lub więcej żon (tzw. wielka poligamia).
Można jeszcze wyodrębnić poligamię haremową (np. Król Salomon)
Wśród form poligamii wyróżnia się:
- poligynię (wielożeństwo) – związek jednego mężczyzny z wieloma kobietami.
- poliandrię (wielomęstwo) – związek jednej kobiety z wieloma mężczyznami.

Związki poligamiczne polegały na doborze nie tylko partnerów spoza rodziny, rodu, czy społeczności, ale np. także wśród powinowatych.
Takie odmiany poligamii, w których mąż żeni się z siostrami żony, nazywa się sororatem (także w czasie trwania związku).
Pokrewną temu formą małżeństwa był lewirat, czyli poślubienie brata zmarłego męża. Nie jest to typowa poligamia, ale może być, kiedy brat jest już w związku małżeńskim.

#### Rodzina monoparentalna

Ojciec z dziećmi w latach 40. XX wieku w Stanach Zjednoczonych

Rodzina, w której dziecko jest wychowywane przez jedną osobę dorosłą. Taki typ rodziny powstaje najczęściej wskutek rozwodu.

### Według zakresu wyboru małżonka

#### Rodzina endogamiczna
Wybór współmałżonka w ramach własnej zbiorowości etnicznej, religijnej, klasowej, terytorialnej, szczepu, rodu, kasty, klanu.
Zawarcie związku z osobą spoza danej grupy uważane jest za pogwałcenie podstawowych zasad i bywa karane wykluczeniem ze społeczności.
W krajach europejskich to zjawisko występowało pod postacią potępienia mezaliansów.
Endogamia występuje zazwyczaj w społeczeństwach uwarstwionych, służy względom prestiżowym i utrwala zróżnicowanie etniczne (kastowość).
Endogamia w małej grupie prowadzi do związków kazirodczych. Występuje zarówno w społecznościach matrylinearnych i patrylinearnych.

#### Rodzina egzogamiczna
W niektórych społecznościach, głównie na wyspach Oceanii, istnieje natomiast nakaz szukania partnera poza swoją grupą. Jest to wybór małżonka poza własną zbiorowością.

### Według typu władzy wewnątrz rodzinnej

#### Rodzina matriarchalna
Władza należy głównie do matki i żony
- uprzywilejowana pozycja kobiet,
- szczególny kult dla tzw. kobiecych czynności np. macierzyństwa

Taki typ rodziny zbudowany jest wokół podstawowej więzi międzyludzkiej jaką jest więź między matką a dzieckiem. Kobieca zdolność tworzenia życia musiała jawić się jako coś w najwyższym stopniu nadprzyrodzonego, magicznego i cudownego.
Wiele cech wynika ze specyfiki matczynej miłości względem dziecka. Otóż miłość matczyna cechuje się bezwarunkowością, co oznacza dla dziecka pewność miłości.
Wyższość kobiety wypływała przede wszystkim z jej tajemniczej zdolności rodzenia, którą dzieliła ona z naturą – drugim wielkim przedmiotem czci.
Zrodzenie ustanawiało więzi krwi, które stanowiły zasadnicze więzi spajające społeczeństwo.

#### Rodzina patriarchalna
Władza i prestiż należą głównie do ojca i męża
- uprzywilejowana sytuacja mężczyzny,
- wyłączna jego odpowiedzialność za byt i standard życia rodziny
- wyłączne prawo do podejmowania strategicznych decyzji
- podział zadań oparty na kryterium płci.

Władza jest oparta na uznaniu reguł, za którymi stoi siła, a nie na poszanowaniu więzów krwi i miłości.

#### Rodzina partnerska
Model, który ukształtował się współcześnie, wówczas, gdy małżonkowie dzielą prawa i obowiązki wynikające z uczestnictwa w życiu rodzinnym.

### Według wzoru dziedziczenia nazwiska, prestiżu i majątku

#### Rodzina matrylinearna
Linia przodków lub potomków wyłącznie kobiecych, czyli matka, matka matki, babka macierzysta matki itp. W linii tej nigdy nie występują mężczyźni, chyba że jako ostatnie ogniwo.

#### Rodzina patrylinearna
Linia przodków lub potomków wyłącznie męskich, czyli ojciec, ojciec ojca, dziadek ojczysty ojca itp.
W genealogii jest to linia dziedziczenia nazwiska. W linii tej nigdy nie występują kobiety. Genetycznie jest to dziedziczenie po chromosomie Y, który przekazywany jest jedynie z ojca do syna, nigdy do córki.

#### Rodzina bilinearna
Linia przodków lub potomków po obu stronach małżeństwa. Dziedziczenie następuje po obu liniach pokrewieństwa.

### Według miejsca zamieszkania po ślubie

#### Rodzina matrylokalna
Małżeństwo zamieszkuje w domu rodzinnym żony. Mężczyzna włączony zostaje do grupy, w której żyje żona.

#### Rodzina patrylokalna
Małżeństwo zamieszkuje w domu rodzinnym męża. Kobieta włączona zostaje do grupy, w której żyje mąż.

#### Rodzina neolokalna
Występuje najczęściej w nowoczesnych społeczeństwach. Małżeństwo zamieszkuje osobno od rodziców we własnym domu.

## Rodzina w Polsce
W Polsce istnieje 6,1 mln rodzin, w których wychowuje się 10,8 mln dzieci do lat 24. Co trzecie polskie dziecko wychowuje się w rodzinie wielodzietnej. 17% rodzin to rodziny wielodzietne, wychowujące troje i więcej dzieci.
83% dzieci w Polsce wychowuje się w rodzinach pełnych. 92% rodzin wielodzietnych to rodziny pełne. Natomiast ⅙ z ogółu rodzin to samotni rodzice z dzieckiem (najczęściej matki).
Średni miesięczny dochód na osobę w rodzinie z jednym dzieckiem wynosił w 2004 r. 847,79 zł; z trojgiem dzieci: 455,61 zł, z czworgiem i więcej: 325,24 zł.